# Grupo clásico
En matemáticas, los grupos clásicos se definen como los grupos lineales especiales sobre los números reales R, los números complejos C y los cuaterniones H, junto con el grupo de automorfismos especiales de forma simétrica o antisimétrica; y formas sesquilineales hermíticas o antihermíticas definidas en espacios vectoriales de dimensión finita de carácter real, complejo o cuaterniónico. De estos, los grupos de Lie clásicos complejos son cuatro familias infinitas de grupos de Lie que junto con los grupos excepcionales agotan la clasificación de los grupos simples de Lie. Los grupos clásicos compactos son formas reales compactas de los grupos clásicos complejos. Los análogos finitos de los grupos clásicos son los grupos de tipo Lie clásicos. El término "grupo clásico" fue acuñado por Hermann Weyl, coincidente con el título de su monografía de 1939 The Classical Groups.
Los grupos clásicos forman la parte más profunda y útil del tema de los grupos de Lie lineales. La mayoría de los tipos de grupos clásicos encuentran aplicación en la física clásica y moderna. Algunos ejemplos son el grupo ortogonal SO(3) (que modeliza las simetrías del espacio euclídeo y todas las leyes fundamentales de la física), o el grupo de Lorentz O(3,1) (un grupo de simetría del espacio-tiempo base de la teoría de la relatividad especial). El grupo unitario especial SU(3) es el grupo de simetría de la cromodinámica cuántica y el grupo simpléctico Sp(m) encuentra aplicación en los problemas de mecánica hamiltoniana y mecánica cuántica.

## Los grupos clásicos
Los grupos clásicos son exactamente los grupos lineales generales sobre R, C y H junto con los grupos de automorfismos de formas no degeneradas discutidos a continuación. Estos grupos suelen estar restringidos adicionalmente a los subgrupos cuyos elementos tienen determinante 1, por lo que sus centros son discretos. Los grupos clásicos, con la condición de tener determinante 1, se enumeran en la siguiente tabla. A continuación, la condición del determinante 1 "no" se usa de manera consistente, en aras de una mayor generalidad.
| Nombre                              | Grupo             | Cuerpo | Forma         | Subgrupo compacto máximo | Álgebra de Lie | Sistema raíz                                                                      |
| ----------------------------------- | ----------------- | ------ | ------------- | ------------------------ | -------------- | --------------------------------------------------------------------------------- |
| Lineal especial                     | SL(n, R)          | R      | -             | SO(n)                    |                |                                                                                   |
| Lineal especial complejo            | SL(n, C)          | C      | -             | SU(n)                    | Compleja       | {\displaystyle \color {Blue}A_{m},n=m+1}                                          |
| Lineal especial cuaterniónico       | SL(n, H)= SU∗(2n) | H      | -             | Sp(n)                    |                |                                                                                   |
| Ortogonal especial (indefinido)     | SO(p, q)          | R      | Simétrico     | S(O(p) × O(q))           |                |                                                                                   |
| Ortogonal especial complejo         | SO(n, C)          | C      | Simétrico     | SO(n)                    | Compleja       | {\displaystyle \color {Blue}{\begin{cases}B_{m},&n=2m+1\\D_{m},&n=2m\end{cases}}} |
| Simpléctico                         | Sp(n, R)          | R      | Antisimétrico | U(n)                     |                |                                                                                   |
| Simpléctico complejo                | Sp(n, C)          | C      | Antisimétrico | Sp(n)                    | Compleja       | {\displaystyle \color {Blue}C_{m},n=2m}                                           |
| Unitario especial (indefinido)      | SU(p, q)          | C      | Hermítico     | S(U(p) × U(q))           |                |                                                                                   |
| Unitario cuaterniónico (indefinido) | Sp(p, q)          | H      | Hermítico     | Sp(p) × Sp(q)            |                |                                                                                   |
| Ortogonal cuaterniónico             | SO∗(2n)           | H      | Antihermítico | SO(2n)                   |                |                                                                                   |

Los grupos clásicos complejos son SL(n, C), SO(n, C) y Sp(n, C). Un grupo es complejo si su álgebra de Lie es compleja. Los grupos clásicos reales se refieren a todos los grupos clásicos, ya que cualquier álgebra de Lie es un álgebra real. Los grupos clásicos compactos son las formas reales compactas de los grupos clásicos complejos. Estos son, a su vez, SU(n), SO(n) y Sp(n). Una caracterización de la forma real compacta es en términos del álgebra de Lie g. Si g = u + iu, la complejifijación de u, y si el grupo conexo K generado por {exp(X): X ∈ u} es compacto, entonces K es una forma real compacta.
Los grupos clásicos se pueden caracterizar uniformemente de manera diferente utilizando formas reales. Los grupos clásicos (aquí con la condición del determinante 1, pero esta condición no es estrictamente necesaria) son los siguientes:
Los grupos algebraicos lineales complejos SL(n, C), SO(n, C) y Sp(n, C) junto con sus formas reales.
Por ejemplo, SO∗(2n) es una forma real de SO(2n, C), SU(p, q) es una forma real de SL(n, C) y SL(n, H) es una forma real de SL(2n, C). Sin la condición del determinante 1, se deben reemplazar los grupos lineales especiales por los grupos lineales generales correspondientes en la caracterización. Los grupos algebraicos en cuestión son grupos de Lie, pero se necesita la calificación de "algebraico" para disponer de la noción necesaria de "forma real".

## Formas bilineales y sesquilineales
Los grupos clásicos se caracterizan en términos de formas definidas en Rn, Cn y Hn, donde R y C son los cuerpos de los número reales y los números complejos. Los cuaterniones, H, no constituyen un campo porque su multiplicación no es conmutativa, y forman un anillo de división o un sesquicuerpo o un cuerpo no conmutativo. Sin embargo, todavía es posible definir grupos cuaterniónicos de matrices. Por esta razón, se permite definir un espacio vectorial V sobre R y C, así como sobre H. En el caso de H, V es un espacio vectorial a la derecha para hacer posible la representación de la acción del grupo como una multiplicación de matrices desde la izquierda, al igual que para R y C.
Una forma φ: V × V → F en algún espacio vectorial a la derecha de dimensión finita sobre F = R, C, o H es bilineal si
{\displaystyle \varphi (x\alpha ,y\beta )=\alpha \varphi (x,y)\beta ,\quad \forall x,y\in V,\forall \alpha ,\beta \in F.} y si
{\displaystyle \varphi (x_{1}+x_{2},y_{1}+y_{2})=\varphi (x_{1},y_{1})+\varphi (x_{1},y_{2})+\varphi (x_{2},y_{1})+\varphi (x_{2},y_{2}),\quad \forall x_{1},x_{2},y_{1},y_{2}\in V.}
Se llama sesquilineal si
{\displaystyle \varphi (x\alpha ,y\beta )={\bar {\alpha }}\varphi (x,y)\beta ,\quad \forall x,y\in V,\forall \alpha ,\beta \in F.} y si
{\displaystyle \varphi (x_{1}+x_{2},y_{1}+y_{2})=\varphi (x_{1},y_{1})+\varphi (x_{1},y_{2})+\varphi (x_{2},y_{1})+\varphi (x_{2},y_{2}),\quad \forall x_{1},x_{2},y_{1},y_{2}\in V.}
Se eligen estas convenciones porque funcionan en todos los casos considerados. Un automorfismo de φ es una aplicación Α sobre el conjunto de operadores lineales en V tal que
{\displaystyle \varphi (Ax,Ay)=\varphi (x,y),\quad \forall x,y\in V.}|1
El conjunto de todos los automorfismos de φ forman un grupo, se llama grupo de automorfismos de φ, denotado como Aut(φ). Esto lleva a una definición preliminar de un grupo clásico:
Un grupo clásico es un grupo que conserva una forma bilineal o sesquilineal en espacios vectoriales de dimensión finita sobre R, C o H.
Esta definición tiene cierta redundancia. En el caso de F = R, bilineal es equivalente a sesquilineal. En el caso de F = H, no hay formas bilineales distintas de cero.

### Formas simétricas, antisimétricas, hermiticas y antihermíticas
Una forma es simétrica si
{\displaystyle \varphi (x,y)=\varphi (y,x).}
Es antisimétrica si
{\displaystyle \varphi (x,y)=-\varphi (y,x).}
Es hermítica si
{\displaystyle \varphi (x,y)={\overline {\varphi (y,x)}}}
Finalmente, es antihermítica si
{\displaystyle \varphi (x,y)=-{\overline {\varphi (y,x)}}.}
Una forma bilineal φ es únicamente la suma de una forma simétrica y una forma antisimétrica. Una transformación que conserva φ conserva ambas partes por separado. Los grupos que conservan formas simétricas y antisimétricas se pueden estudiar por separado. Lo mismo se aplica, mutatis mutandis, a las formas hermíticas y antihermíticas. Por esta razón, a los efectos de la clasificación, solo se consideran formas puramente simétricas, antisimétricas, hermíticas o antihermíticas. Las formas normales de las formas corresponden a elecciones específicas adecuadas de bases. Estas son bases que dan las siguientes formas normales en coordenadas:
{\displaystyle {\begin{aligned}{\text{Forma simétrica bilineal en base (pseudo-)ortonormal:}}\quad \varphi (x,y)={}&{\pm }\xi _{1}\eta _{1}\pm \xi _{2}\eta _{2}\pm \cdots \pm \xi _{n}\eta _{n},&&(\mathbf {R} )\\{\text{Forma simétrica bilineal en base ortonormal:}}\quad \varphi (x,y)={}&\xi _{1}\eta _{1}+\xi _{2}\eta _{2}+\cdots +\xi _{n}\eta _{n},&&(\mathbf {C} )\\{\text{Bilineal antisimétrico en base simpléctica:}}\quad \varphi (x,y)={}&\xi _{1}\eta _{m+1}+\xi _{2}\eta _{m+2}+\cdots +\xi _{m}\eta _{2m=n}\\&-\xi _{m+1}\eta _{1}-\xi _{m+2}\eta _{2}-\cdots -\xi _{2m=n}\eta _{m},&&(\mathbf {R} ,\mathbf {C} )\\{\text{Sesquilineal hermítico:}}\quad \varphi (x,y)={}&{\pm }{\bar {\xi _{1}}}\eta _{1}\pm {\bar {\xi _{2}}}\eta _{2}\pm \cdots \pm {\bar {\xi _{n}}}\eta _{n},&&(\mathbf {C} ,\mathbf {H} )\\{\text{Sesquilineal antihermítico:}}\quad \varphi (x,y)={}&{\bar {\xi _{1}}}\mathbf {j} \eta _{1}+{\bar {\xi _{2}}}\mathbf {j} \eta _{2}+\cdots +{\bar {\xi _{n}}}\mathbf {j} \eta _{n},&&(\mathbf {H} )\end{aligned}}}
El j en la forma antihermítica es el tercer elemento base en la base (1, i, j, k) para H. Se puede comprobar la existencia de estas bases y la ley de inercia de Sylvester, la independencia del número de signos más y menos, p y q, en las formas simétrica y hermítica, así como la presencia o ausencia de los campos en cada expresión en Rossmann (2002) o Goodman y Wallach (2009). El par (p, q), y a veces p − q, se denomina signatura de la forma.
Explicación de la aparición de los campos R, C, H: No hay formas bilineales no triviales sobre H. En el caso bilineal simétrico, solo las formas sobre R tienen signatura. En otras palabras, una forma bilineal compleja con "signatura" (p, q) puede, mediante un cambio de base, reducirse a una forma en la que todos los signos son "+" en la expresión anterior, mientras que esto es imposible en el caso real, en el que p − q es independiente de la base cuando se pone en esta forma. Sin embargo, las formas hermíticas tienen una signatura independiente de la base tanto en el caso complejo como en el cuaterniónico (el caso real se reduce al caso simétrico). Una forma antihermítica en un espacio vectorial complejo se convierte en hermítica mediante la multiplicación por i, por lo que en este caso, solo H es interesante.

## Grupos de automorfismos

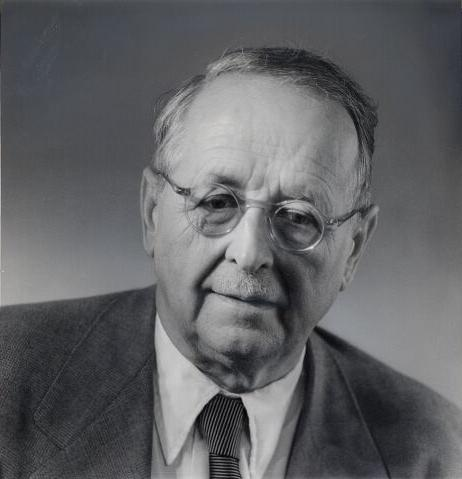
Hermann Weyl, el autor de The Classical Groups. Weyl hizo contribuciones sustanciales a la teoría de la representación de los grupos clásicos

La primera sección presenta el marco general. Las otras secciones agotan los casos cualitativamente diferentes que surgen como grupos de automorfismos de formas bilineales y sesquilineales en espacios vectoriales de dimensión finita sobre R, C y H.

### Grupo de automorfismos Aut(φ)
Supóngase que φ es una forma bilineal no degenerada en un espacio vectorial de dimensión finita V sobre R, C o H. El grupo de automorfismos se define, en función de la condición (1), como
{\displaystyle \mathrm {Aut} (\varphi )=\{A\in \mathrm {GL} (V):\varphi (Ax,Ay)=\varphi (x,y),\quad \forall x,y\in V\}.}
Cada A ∈ Mn(V) tiene un Aφ adjunto con respecto a φ definido por
{\displaystyle \varphi (Ax,y)=\varphi (x,A^{\varphi }y),\qquad x,y\in V.}|2
Usando esta definición en la condición (1), se ve que el grupo de automorfismos está dado por
{\displaystyle \operatorname {Aut} (\varphi )=\{A\in \operatorname {GL} (V):A^{\varphi }A=1\}.}|3
Fijando una base para V, en términos de esta base, se expresa
{\displaystyle \varphi (x,y)=\sum \xi _{i}\varphi _{ij}\eta _{j}}
donde ξi, ηj son los componentes de x, y. Esto es apropiado para las formas bilineales. Las formas sesquilineales tienen expresiones similares y se tratan por separado más adelante. En notación matricial se encuentra que
{\displaystyle \varphi (x,y)=x^{\mathrm {T} }\Phi y}
y
{\displaystyle A^{\varphi }=\Phi ^{-1}A^{\mathrm {T} }\Phi }|4
de (2) donde Φ es la matriz (φij). La condición de no degeneración significa precisamente que Φ es invertible, por lo que el adjunto siempre existe. Aut(φ) expresado así se convierte en
{\displaystyle \operatorname {Aut} (\varphi )=\left\{A\in \operatorname {GL} (V):\Phi ^{-1}A^{\mathrm {T} }\Phi A=1\right\}.}
El álgebra de Lie aut(φ) de los grupos de automorfismos se puede escribir inmediatamente. En abstracto, X ∈ aut(φ) si y solo si
{\displaystyle (e^{tX})^{\varphi }e^{tX}=1}
para todo t, correspondiente a la condición (3) bajo la aplicación exponencial de las álgebras de Lie, de modo que
{\displaystyle {\mathfrak {aut}}(\varphi )=\left\{X\in M_{n}(V):X^{\varphi }=-X\right\},}
o en una base
{\displaystyle {\mathfrak {aut}}(\varphi )=\left\{X\in M_{n}(V):\Phi ^{-1}X^{\mathrm {T} }\Phi =-X\right\}}|5
como se ve usando la expansión en serie de potencias de la aplicación exponencial y la linealidad de las operaciones involucradas. Por el contrario, supóngase que X ∈ aut(φ). Entonces, usando el resultado anterior, φ(Xx, y) = φ(x, Xφy) = −φ(x, Xy). Así, el álgebra de Lie se puede caracterizar sin referencia a una base, o al adjunto, como
{\displaystyle {\mathfrak {aut}}(\varphi )=\{X\in M_{n}(V):\varphi (Xx,y)=-\varphi (x,Xy),\quad \forall x,y\in V\}.}
La forma normal de φ se dará para cada grupo clásico a continuación. De esa forma normal, la matriz Φ se puede leer directamente. En consecuencia, las expresiones para el adjunto y las álgebras de Lie se pueden obtener utilizando las fórmulas (4) y (5). Esto se demuestra a continuación en la mayoría de los casos no triviales.

### Caso bilineal
Cuando la forma es simétrica, Aut(φ) se llama O(φ). Cuando es antisimétrica, Aut(φ) se llama Sp(φ). Esto se aplica a los casos real y complejo. El caso cuaterniónico está vacío, ya que no existen formas bilineales distintas de cero en espacios vectoriales cuaterniónicos.

#### Caso real
El caso real se descompone en dos casos, las formas simétrica y antisimétrica que deben ser tratadas por separado.

##### Grupos ortogonales O(p,q) y O(n)
Si φ es simétrico y el espacio vectorial es real, se puede elegir una base tal que
{\displaystyle \varphi (x,y)=\pm \xi _{1}\eta _{1}\pm \xi _{2}\eta _{2}\cdots \pm \xi _{n}\eta _{n}.}
El número de signos más y menos es independiente de la base particular. En el caso de que V = Rn se escribe O(φ) = O(p, q) donde p es el número de signos más y q es el número de signos menos, p + q = n. Si q = 0 la notación es O(n). La matriz Φ es en este caso
{\displaystyle \Phi =\left({\begin{matrix}I_{p}&0\\0&-I_{q}\end{matrix}}\right)\equiv I_{p,q}}
después de reordenar la base si es necesario. La operación adjunta (4) entonces se convierte en
{\displaystyle A^{\varphi }=\left({\begin{matrix}I_{p}&0\\0&-I_{q}\end{matrix}}\right)\left({\begin{matrix}A_{11}&\cdots \\\cdots &A_{nn}\end{matrix}}\right)^{\mathrm {T} }\left({\begin{matrix}I_{p}&0\\0&-I_{q}\end{matrix}}\right),}
que se reduce a la transposición habitual cuando p o q es 0. El álgebra de Lie se encuentra usando la ecuación (5) y un ansatz (enfoque) adecuado (esto se detalla para el caso de Sp(m, R) a continuación),
{\displaystyle {\mathfrak {o}}(p,q)=\left\{\left.\left({\begin{matrix}X_{p\times p}&Y_{p\times q}\\Y^{\mathrm {T} }&W_{q\times q}\end{matrix}}\right)\right|X^{\mathrm {T} }=-X,\quad W^{\mathrm {T} }=-W\right\},}
y el grupo según (3) viene dado por
{\displaystyle \mathrm {O} (p,q)=\{g\in \mathrm {GL} (n,\mathbb {R} )|I_{p,q}^{-1}g^{\mathrm {T} }I_{p,q}g=I\}.}
Los grupos O(p, q) y O(q, p) son isomorfos a través de la aplicación
{\displaystyle \mathrm {O} (p,q)\rightarrow \mathrm {O} (q,p),\quad g\rightarrow \sigma g\sigma ^{-1},\quad \sigma =\left[{\begin{smallmatrix}0&0&\cdots &1\\\vdots &\vdots &\ddots &\vdots \\0&1&\cdots &0\\1&0&\cdots &0\end{smallmatrix}}\right].}
Por ejemplo, el álgebra de Lie del grupo de Lorentz podría escribirse como
{\displaystyle {\mathfrak {o}}(3,1)={\text{sistema generador}}\left\{\left({\begin{smallmatrix}0&1&0&0\\-1&0&0&0\\0&0&0&0\\0&0&0&0\end{smallmatrix}}\right),\left({\begin{smallmatrix}0&0&-1&0\\0&0&0&0\\1&0&0&0\\0&0&0&0\end{smallmatrix}}\right),\left({\begin{smallmatrix}0&0&0&0\\0&0&1&0\\0&-1&0&0\\0&0&0&0\end{smallmatrix}}\right),\left({\begin{smallmatrix}0&0&0&1\\0&0&0&0\\0&0&0&0\\1&0&0&0\end{smallmatrix}}\right),\left({\begin{smallmatrix}0&0&0&0\\0&0&0&1\\0&0&0&0\\0&1&0&0\end{smallmatrix}}\right),\left({\begin{smallmatrix}0&0&0&0\\0&0&0&0\\0&0&0&1\\0&0&1&0\end{smallmatrix}}\right)\right\}.}
Naturalmente, es posible reorganizar la matriz para que el bloque q sea el superior izquierdo (o cualquier otro bloque). Aquí el "componente de tiempo" termina como la cuarta coordenada en una interpretación física, y no la primera como puede ser más común.

##### Grupo simpléctico verdadero Sp(m, R)
Si φ es asimétrico y el espacio vectorial es real, hay una base que da
{\displaystyle \varphi (x,y)=\xi _{1}\eta _{m+1}+\xi _{2}\eta _{m+2}\cdots +\xi _{m}\eta _{2m=n}-\xi _{m+1}\eta _{1}-\xi _{m+2}\eta _{2}\cdots -\xi _{2m=n}\eta _{m},}
donde n = 2m. Para Aut(φ) se escribe Sp(φ) = Sp(V) En el caso de que V = Rn = R2m se escribe Sp(m, R) o Sp(2m, R). De la forma normal se lee
{\displaystyle \Phi =\left({\begin{matrix}0_{m}&I_{m}\\-I_{m}&0_{m}\end{matrix}}\right)=J_{m}.}
Haciendo el planteamiento adecuado
{\displaystyle V=\left({\begin{matrix}X&Y\\Z&W\end{matrix}}\right),}
donde X, Y, Z, W son matrices m-dimensionales y considerando (5),
{\displaystyle \left({\begin{matrix}0_{m}&-I_{m}\\I_{m}&0_{m}\end{matrix}}\right)\left({\begin{matrix}X&Y\\Z&W\end{matrix}}\right)^{\mathrm {T} }\left({\begin{matrix}0_{m}&I_{m}\\-I_{m}&0_{m}\end{matrix}}\right)=-\left({\begin{matrix}X&Y\\Z&W\end{matrix}}\right)}
se encuentra el álgebra de Lie de Sp(m, R),
{\displaystyle {\mathfrak {sp}}(m,\mathbb {R} )=\{X\in M_{n}(\mathbb {R} ):J_{m}X+X^{\mathrm {T} }J_{m}=0\}=\left\{\left.\left({\begin{matrix}X&Y\\Z&-X^{\mathrm {T} }\end{matrix}}\right)\right|Y^{\mathrm {T} }=Y,Z^{\mathrm {T} }=Z\right\},}
y el grupo está dado por
{\displaystyle \mathrm {Sp} (m,\mathbb {R} )=\{g\in M_{n}(\mathbb {R} )|g^{\mathrm {T} }J_{m}g=J_{m}\}.}

#### Caso complejo
Como en el caso real, hay dos casos, el simétrico y el antisimétrico, cada uno de los cuales produce una familia de grupos clásicos.

##### Grupo ortogonal complejo O(n, C)
Si el caso φ es simétrico y el espacio vectorial es complejo, una base
{\displaystyle \varphi (x,y)=\xi _{1}\eta _{1}+\xi _{1}\eta _{1}\cdots +\xi _{n}\eta _{n}}
en la que solo se pueden utilizar signos más. El grupo de automorfismos se llama V = Cn en el caso de O(n, C). El álgebra de Lie es simplemente un caso especial de o(p, q),
{\displaystyle {\mathfrak {o}}(n,\mathbb {C} )={\mathfrak {so}}(n,\mathbb {C} )=\{X|X^{\mathrm {T} }=-X\},}
y el grupo está dado por
{\displaystyle \mathrm {O} (n,\mathbb {C} )=\{g|g^{\mathrm {T} }g=I_{n}\}.}
En términos de la clasificación de álgebras de Lie simples, los so(n) se dividen en dos clases, aquellos con n impares con sistema raíz Bn y n pares con sistema raíz Dn.

##### Grupo simpléctico complejo Sp(m, C)
Para φ sesgado-simétrico y el complejo de espacio vectorial, la misma fórmula,
{\displaystyle \varphi (x,y)=\xi _{1}\eta _{m+1}+\xi _{2}\eta _{m+2}\cdots +\xi _{m}\eta _{2m=n}-\xi _{m+1}\eta _{1}-\xi _{m+2}\eta _{2}\cdots -\xi _{2m=n}\eta _{m},}
se aplica como en el caso real. Para Aut(φ) se escribe Sp(φ) = Sp(V). En el caso {\displaystyle V=\mathbb {C} ^{n}=\mathbb {C} ^{2m}} se escribe Sp(m, {\displaystyle \mathbb {C} }) o Sp(2m, {\displaystyle \mathbb {C} }). El álgebra de Lie es paralela a la de sp(m, {\displaystyle \mathbb {R} }),
{\displaystyle {\mathfrak {sp}}(m,\mathbb {C} )=\{X\in M_{n}(\mathbb {C} ):J_{m}X+X^{\mathrm {T} }J_{m}=0\}=\left\{\left.\left({\begin{matrix}X&Y\\Z&-X^{\mathrm {T} }\end{matrix}}\right)\right|Y^{\mathrm {T} }=Y,Z^{\mathrm {T} }=Z\right\},}
y el grupo está dado por
{\displaystyle \mathrm {Sp} (m,\mathbb {C} )=\{g\in M_{n}(\mathbb {C} )|g^{\mathrm {T} }J_{m}g=J_{m}\}.}

### Caso sesquilineal
En el caso sequilineal, se hace un enfoque ligeramente diferente para la forma en términos de una base,
{\displaystyle \varphi (x,y)=\sum {\bar {\xi }}_{i}\varphi _{ij}\eta _{j}.}
Las otras expresiones que se modifican son
{\displaystyle \varphi (x,y)=x^{*}\Phi y,\qquad A^{\varphi }=\Phi ^{-1}A^{*}\Phi ,}
{\displaystyle \operatorname {Aut} (\varphi )=\{A\in \operatorname {GL} (V):\Phi ^{-1}A^{*}\Phi A=1\},}
| {\displaystyle {\mathfrak {aut}}(\varphi )=\{X\in M_{n}(V):\Phi ^{-1}X^{*}\Phi =-X\}.} | \| \| \| \| \| \| \| \| | (6) |
|                                                                                        |                         |     |
|                                                                                        |                         |     |

El caso real, por supuesto, no aporta nada nuevo. El caso complejo y cuaterniónico se considerarán a continuación.

#### Caso complejo
Desde un punto de vista cualitativo, la consideración de formas antihermíticas (excluyendo isomorfismos) no proporciona nuevos grupos; la multiplicación por i hace que una forma antihermítica sea hermítica, y viceversa. Por lo tanto, solo es necesario considerar el caso hermítico.

##### Grupos unitarios U(p,q) y U(n)
Una forma hermítica no degenerada tiene la forma normal
{\displaystyle \varphi (x,y)=\pm {\bar {\xi _{1}}}\eta _{1}\pm {\bar {\xi _{2}}}\eta _{2}\cdots \pm {\bar {\xi _{n}}}\eta _{n}.}
Como en el caso bilineal, la signatura (p, q) es independiente de la base. El grupo de automorfismos se denota U(V) o, en el caso de V = Cn, U(p, q). Si q = 0 la notación es U(n). En este caso, Φ toma la forma
{\displaystyle \Phi =\left({\begin{matrix}1_{p}&0\\0&-1_{q}\end{matrix}}\right)=I_{p,q},}
y el álgebra de Lie está dada por
{\displaystyle {\mathfrak {u}}(p,q)=\left\{\left.\left({\begin{matrix}X_{p\times p}&Z_{p\times q}\\{\overline {Z_{p\times q}}}^{\mathrm {T} }&Y_{q\times q}\end{matrix}}\right)\right|{\overline {X}}^{\mathrm {T} }=-X,\quad {\overline {Y}}^{\mathrm {T} }=-Y\right\}.}
El grupo está dado por
{\displaystyle \mathrm {U} (p,q)=\{g|I_{p,q}^{-1}g^{*}I_{p,q}g=I\}.}
donde g es una matriz compleja general n x n y {\displaystyle g^{*}} se define como la transpuesta conjugada de g, lo que los físicos llaman {\displaystyle g^{\dagger }}.
A modo de comparación, una matriz unitaria U(n) se define como
{\displaystyle \mathrm {U} (n)=\{g|g^{*}g=I\}.}
Debe señalarse que {\displaystyle \mathrm {U} (n)} es lo mismo que {\displaystyle \mathrm {U} (n,0)}

#### Caso cuaterniónico
El espacio Hn se considera como un espacio vectorial derecho sobre H. De esta forma, A(vh) = (Av)h para un cuaternión h, un vector columna de cuaternión v y una matriz de cuaternión A. Si Hn fuera un espacio vectorial izquierdo sobre H, entonces se requeriría la multiplicación de matrices desde la derecha en los vectores de fila para mantener la linealidad. Esto no corresponde a la operación lineal habitual de un grupo en un espacio vectorial cuando se da una base, que es la multiplicación de matrices desde la izquierda en vectores columna. Por lo tanto, V es en adelante un espacio vectorial a la derecha sobre H. Aun así, se debe tener cuidado debido a la naturaleza no conmutativa de H. Los detalles (en su mayoría obvios) se omiten porque se utilizarán representaciones complejas.
Cuando se trata de grupos cuaterniónicos, es conveniente representar los cuaterniones usando 2×2-matrices complejas,
{\displaystyle q=a\mathrm {1} +b\mathrm {i} +c\mathrm {j} +d\mathrm {k} =\alpha +j\beta \leftrightarrow {\begin{bmatrix}\alpha &-{\overline {\beta }}\\\beta &{\overline {\alpha }}\end{bmatrix}}=Q,\quad q\in \mathbb {H} ,\quad a,b,c,d\in \mathbb {R} ,\quad \alpha ,\beta \in \mathbb {C} .}|7
Con esta representación, la multiplicación cuaterniónica se convierte en multiplicación de matrices y la conjugación cuaterniónica se convierte en el adjunto hermítico. Además, si un cuaternión de acuerdo con la codificación compleja q = x + jy se da como un vector columna (x, y)T, entonces la multiplicación desde la izquierda por una representación matricial de un cuaternión produce un nuevo vector columna que representa el cuaternión derecho. Esta representación difiere ligeramente de una representación más común que se encuentra en el artículo sobre los cuaterniones. La convención más común forzaría la multiplicación desde la derecha en una matriz fila para lograr lo mismo.
Por cierto, la representación anterior deja en claro que el grupo de cuaterniones unitarios (αα + ββ = 1 = det Q) es isomorfo a SU(2).
Las matrices cuaterniónicas n×n pueden, por extensión obvia, ser representadas por bloques de matrices de orden 2n×2n de números complejos. Si se está de acuerdo en representar un vector columna n×1 cuaterniónico mediante un vector columna 2n×1 con números complejos de acuerdo con la codificación de arriba, siendo los n números superiores los αi y los n números inferiores los βi, entonces una matriz n×n cuaterniónica se convierte en una matriz de 2n×2n compleja exactamente de la forma dada arriba, pero ahora siendo α y β matrices de n×n. Más formalmente
{\displaystyle \left(Q\right)_{n\times n}=\left(X\right)_{n\times n}+\mathrm {j} \left(Y\right)_{n\times n}\leftrightarrow \left({\begin{matrix}X&-{\bar {Y}}\\Y&{\bar {X}}\end{matrix}}\right)_{2n\times 2n}.}|8
Una matriz T ∈ GL(2n, C) tiene la forma que se muestra en (8) si y solo si JnT = TJn. Con estas identificaciones,
{\displaystyle \mathbb {H} ^{n}\approx \mathbb {C} ^{2n},M_{n}(\mathbb {H} )\approx \left\{\left.T\in M_{2n}(\mathbb {C} )\right|J_{n}T={\overline {T}}J_{n},\quad J_{n}=\left({\begin{matrix}0&I_{n}\\-I_{n}&0\end{matrix}}\right)\right\}.}
El espacio Mn(H) ⊂ M2n(C) es un álgebra real, pero no es un subespacio complejo de M2n(C). La multiplicación (desde la izquierda) por i en Mn(H) usando la multiplicación cuaterniónica por entrada y luego la asignación a la imagen en M2n(C) produce un resultado diferente que la multiplicación con entrada por i directamente en M2n(C). Las reglas de multiplicación cuaterniónica dan i(X + jY) = (iX) + j(−iY) donde los nuevos X y Y están dentro de los paréntesis.
La acción de las matrices cuaterniónicas sobre los vectores cuaterniónicos ahora se representa mediante cantidades complejas, pero por lo demás es igual que para las matrices y los vectores "ordinarios". Por lo tanto, los grupos cuaterniónicos están incrustados en M2n(C), donde n es la dimensión de las matrices cuaterniónicas.
El determinante de una matriz cuaterniónica se define en esta representación como el determinante complejo ordinario de su matriz representativa. La naturaleza no conmutativa de la multiplicación cuaterniónica sería, en la representación cuaterniónica de matrices, ambigua. La forma en que Mn(H) está incrustado en M2n(C) no es única, pero todas esas incrustaciones están relacionadas a través de g ↦ AgA−1, g ∈ GL(2n, C) para A ∈ O(2n, C), sin afectar al determinante. El nombre de SL(n, H) en este aspecto complejo es SU∗(2n).
A diferencia del caso de C, tanto el caso hermítico como el antihermítico aportan algo nuevo cuando se considera H, por lo que estos casos se consideran por separado.

##### GL(n, H) y SL(n, H)
Bajo la identificación anterior,
{\displaystyle \mathrm {GL} (n,\mathbb {H} )=\{g\in \mathrm {GL} (2n,\mathbb {C} )|Jg={\overline {g}}J,\mathrm {det} \quad g\neq 0\}\equiv \mathrm {U} ^{*}(2n).}
Su álgebra de Lie gl(n, H) es el conjunto de todas las matrices en la imagen de la aplicación Mn(H) ↔ M2n(C) de arriba,
{\displaystyle {\mathfrak {gl}}(n,\mathbb {H} )=\left\{\left.\left({\begin{matrix}X&-{\overline {Y}}\\Y&{\overline {X}}\end{matrix}}\right)\right|X,Y\in {\mathfrak {gl}}(n,\mathbb {C} )\right\}\equiv {\mathfrak {u}}^{*}(2n).}
El grupo lineal especial cuaterniónico viene dado por
{\displaystyle \mathrm {SL} (n,\mathbb {H} )=\{g\in \mathrm {GL} (n,\mathbb {H} )|\mathrm {det} \ g=1\}\equiv \mathrm {SU} ^{*}(2n),}
donde el determinante se toma en las matrices en C2n. Alternativamente, se puede definir esto como el núcleo del determinante de Dieudonné {\displaystyle \mathrm {GL} (n,\mathbb {H} )\rightarrow \mathbb {H} ^{*}/[\mathbb {H} ^{*},\mathbb {H} ^{*}]\simeq \mathbb {R} _{>0}^{*}}. El álgebra de Lie es
{\displaystyle {\mathfrak {sl}}(n,\mathbb {H} )=\left\{\left.\left({\begin{matrix}X&-{\overline {Y}}\\Y&{\overline {X}}\end{matrix}}\right)\right|Re(\operatorname {Tr} X)=0\right\}\equiv {\mathfrak {su}}^{*}(2n).}

##### Grupo unitario cuaterniónico Sp(p,q)
Como antes en el caso complejo, la forma normal es
{\displaystyle \varphi (x,y)=\pm {\bar {\xi _{1}}}\eta _{1}\pm {\bar {\xi _{2}}}\eta _{2}\cdots \pm {\bar {\xi _{n}}}\eta _{n}}
y el número de signos más es independiente de la base. Cuando V = Hn con esta forma, Sp(φ) = Sp(p, q). El motivo de la notación es que el grupo puede representarse, usando la prescripción anterior, como un subgrupo de Sp(n, C) conservando una forma hermítica compleja de signatura (2p, 2q). Si p o q = 0, el grupo se denota como U(n, H). A veces se le llama grupo hiperunitario.
En notación cuaterniónica,
{\displaystyle \Phi ={\begin{pmatrix}I_{p}&0\\0&-I_{q}\end{pmatrix}}=I_{p,q}}
lo que significa que las matrices cuaterniónicas de la forma
| {\displaystyle {\mathcal {Q}}={\begin{pmatrix}{\mathcal {X}}_{p\times p}&{\mathcal {Z}}_{p\times q}\\{\mathcal {Z}}^{*}&{\mathcal {Y}}_{q\times q}\end{pmatrix}},\quad {\mathcal {X}}^{*}=-{\mathcal {X}},\quad {\mathcal {Y}}^{*}=-{\mathcal {Y}}} | \| \| \| \| \| \| \| \| | (9) |
| |                         |     |
| |                         |     |

|  |  |  |
|  |  |  |

satisfará qué
{\displaystyle \Phi ^{-1}{\mathcal {Q}}^{*}\Phi =-{\mathcal {Q}},}
véase la sección sobre u(p, q). Se debe tener precaución cuando se trata de la multiplicación de matrices cuaterniónicas, pero aquí solo están involucradas I y -I y estas conmutan con cada matriz de cuaterniones. Ahora se aplica prescripción (8) a cada bloque,
{\displaystyle {\mathcal {X}}={\begin{pmatrix}X_{1(p\times p)}&-{\overline {X}}_{2}\\X_{2}&{\overline {X}}_{1}\end{pmatrix}},\quad {\mathcal {Y}}={\begin{pmatrix}Y_{1(q\times q)}&-{\overline {Y}}_{2}\\Y_{2}&{\overline {Y}}_{1}\end{pmatrix}},\quad {\mathcal {Z}}={\begin{pmatrix}Z_{1(p\times q)}&-{\overline {Z}}_{2}\\Z_{2}&{\overline {Z}}_{1}\end{pmatrix}},}
y las relaciones en (9) se cumplirán si
{\displaystyle X_{1}^{*}=-X_{1},\quad Y_{1}^{*}=-Y_{1}.}
El álgebra de Lie se convierte en
{\displaystyle {\mathfrak {sp}}(p,q)=\left\{\left.{\begin{pmatrix}{\begin{bmatrix}X_{1(p\times p)}&-{\overline {X}}_{2}\\X_{2}&{\overline {X}}_{1}\end{bmatrix}}&{\begin{bmatrix}Z_{1(p\times q)}&-{\overline {Z}}_{2}\\Z_{2}&{\overline {Z}}_{1}\end{bmatrix}}\\{\begin{bmatrix}Z_{1(p\times q)}&-{\overline {Z}}_{2}\\Z_{2}&{\overline {Z}}_{1}\end{bmatrix}}^{*}&{\begin{bmatrix}Y_{1(q\times q)}&-{\overline {Y}}_{2}\\Y_{2}&{\overline {Y}}_{1}\end{bmatrix}}\end{pmatrix}}\right|X_{1}^{*}=-X_{1},\quad Y_{1}^{*}=-Y_{1}\right\}.}
El grupo está dado por
{\displaystyle \mathrm {Sp} (p,q)=\left\{g\in \mathrm {GL} (n,\mathbb {H} )\mid I_{p,q}^{-1}g^{*}I_{p,q}g=I_{p+q}\right\}=\left\{g\in \mathrm {GL} (2n,\mathbb {C} )\mid K_{p,q}^{-1}g^{*}K_{p,q}g=I_{2(p+q)},\quad K=\operatorname {diag} \left(I_{p,q},I_{p,q}\right)\right\}.}
Volviendo a la forma normal de φ(w, z) por Sp(p, q), realizando las sustituciones de w → u + jv y z → x + jy por u, v, x, y ∈ Cn. Después
{\displaystyle \varphi (w,z)={\begin{bmatrix}u^{*}&v^{*}\end{bmatrix}}K_{p,q}{\begin{bmatrix}x\\y\end{bmatrix}}+j{\begin{bmatrix}u&-v\end{bmatrix}}K_{p,q}{\begin{bmatrix}y\\x\end{bmatrix}}=\varphi _{1}(w,z)+\mathbf {j} \varphi _{2}(w,z),\quad K_{p,q}=\mathrm {diag} \left(I_{p,q},I_{p,q}\right)}
visto como una forma con valor H en C2n. Por lo tanto, los elementos de Sp(p, q), vistos como transformaciones lineales de C2n, conservan tanto una forma hermítica de la signatura (2p, 2q) como una forma antisimétrica no degenerada. Ambas formas toman valores puramente complejos y debido al prefactor de j de la segunda forma, se conservan por separado. Esto significa que
{\displaystyle \mathrm {Sp} (p,q)=\mathrm {U} \left(\mathbb {C} ^{2n},\varphi _{1}\right)\cap \mathrm {Sp} \left(\mathbb {C} ^{2n},\varphi _{2}\right)}
y esto explica tanto el nombre del grupo como la notación.

##### Grupo ortogonal cuaterniónico O∗(2n) = O(n, H)
La forma normal para una forma antihermítica viene dada por
{\displaystyle \varphi (x,y)={\bar {\xi _{1}}}\mathbf {j} \eta _{1}+{\bar {\xi _{2}}}\mathbf {j} \eta _{2}\cdots +{\bar {\xi _{n}}}\mathbf {j} \eta _{n},}
donde j es el cuaternión de la tercera base en el listado ordenado (1, i, j, k). En este caso, Aut(φ) = O∗(2n) se puede realizar, usando la codificación matricial compleja de arriba, como un subgrupo de O(2n, C) que conserva una forma de signatura (n, n) antihermítica compleja no degenerada. De la forma normal se ve que en notación cuaterniónica
{\displaystyle \Phi =\left({\begin{smallmatrix}\mathbf {j} &0&\cdots &0\\0&\mathbf {j} &\cdots &\vdots \\\vdots &&\ddots &&\\0&\cdots &0&\mathbf {j} \end{smallmatrix}}\right)\equiv \mathrm {j} _{n}}
y de (6) se sigue que
{\displaystyle -\Phi V^{*}\Phi =-V\Leftrightarrow V^{*}=\mathrm {j} _{n}V\mathrm {j} _{n}.}|9
para V ∈ o(2n). Ahora, se debe poner
{\displaystyle V=X+\mathbf {j} Y\leftrightarrow \left({\begin{matrix}X&-{\overline {Y}}\\Y&{\overline {X}}\end{matrix}}\right)}
según indica (8). Los resultados del mismo criterio para Φ son
{\displaystyle \Phi \leftrightarrow \left({\begin{matrix}0&-I_{n}\\I_{n}&0\end{matrix}}\right)\equiv J_{n}.}
Ahora, la última condición en (9) en notación compleja dice que
{\displaystyle \left({\begin{matrix}X&-{\overline {Y}}\\Y&{\overline {X}}\end{matrix}}\right)^{*}=\left({\begin{matrix}0&-I_{n}\\I_{n}&0\end{matrix}}\right)\left({\begin{matrix}X&-{\overline {Y}}\\Y&{\overline {X}}\end{matrix}}\right)\left({\begin{matrix}0&-I_{n}\\I_{n}&0\end{matrix}}\right)\Leftrightarrow X^{\mathrm {T} }=-X,\quad {\overline {Y}}^{\mathrm {T} }=Y.}
El álgebra de Lie se convierte en
{\displaystyle {\mathfrak {o}}^{*}(2n)=\left\{\left.\left({\begin{matrix}X&-{\overline {Y}}\\Y&{\overline {X}}\end{matrix}}\right)\right|X^{\mathrm {T} }=-X,\quad {\overline {Y}}^{\mathrm {T} }=Y\right\},}
y el grupo está dado por
{\displaystyle \mathrm {O} ^{*}(2n)=\left\{g\in \mathrm {GL} (n,\mathbb {H} )\mid \mathrm {j} _{n}^{-1}g^{*}\mathrm {j} _{n}g=I_{n}\right\}=\left\{g\in \mathrm {GL} (2n,\mathbb {C} )\mid J_{n}^{-1}g^{*}J_{n}g=I_{2n}\right\}.}
El grupo SO∗(2n) se puede caracterizar como
{\displaystyle \mathrm {O} ^{*}(2n)=\left\{g\in \mathrm {O} (2n,\mathbb {C} )\mid \theta \left({\overline {g}}\right)=g\right\},}
donde la aplicación θ: GL(2n, C) → GL(2n, C) está definida por g ↦ −J2ngJ2n.
Además, la forma que determina el grupo se puede ver como una forma con valores H en C2n. Ahora, se hacen las sustituciones x → w1 + iw2 y y → z1 + iz2 en la expresión de la forma. Después
{\displaystyle \varphi (x,y)={\overline {w}}_{2}I_{n}z_{1}-{\overline {w}}_{1}I_{n}z_{2}+\mathbf {j} (w_{1}I_{n}z_{1}+w_{2}I_{n}z_{2})={\overline {\varphi _{1}(w,z)}}+\mathbf {j} \varphi _{2}(w,z).}
La forma φ1 es hermítica (mientras que la primera forma en el lado izquierdo es antihermítica) con la signatura (n, n). La signatura se hace evidente mediante un cambio de base de (e, f) a ((e + if)/√2, (e − if)/√2), donde e, f son los vectores base primero y último n, respectivamente. La segunda forma, φ2 es definida positiva simétrica. Así, debido al factor j, O∗(2n) conserva ambos por separado y se puede concluir que
{\displaystyle \mathrm {O} ^{*}(2n)=\mathrm {O} (2n,\mathbb {C} )\cap \mathrm {U} \left(\mathbb {C} ^{2n},\varphi _{1}\right),}
y se explica la notación "O".

## Grupos clásicos sobre campos generales o álgebras
Los grupos clásicos, considerados más ampliamente en álgebra, proporcionan grupos lineales particularmente interesantes. Cuando el cuerpo F de los coeficientes del grupo de matrices es un número real o un número complejo, estos grupos son simplemente los grupos de Lie clásicos. Cuando se trata de un cuerpo finito, entonces los grupos clásicos son grupos de tipo Lie, que juegan un papel importante en el teorema de clasificación de grupos simples. Además, se pueden considerar grupos clásicos sobre un álgebra asociativa R sobre F; donde R = H (un álgebra sobre reales) representa un caso importante. En aras de la generalidad, el artículo se referirá a grupos sobre R, donde R puede ser el propio cuerpo F.
Teniendo en cuenta su teoría de grupos abstractos, muchos grupos lineales tienen un subgrupo "especial", que generalmente consta de los elementos de determinante 1 sobre el cuerpo base, y la mayoría de ellos tienen asociados cocientes "proyectivos", que son los cocientes por el centro del grupo. Para grupos ortogonales de la característica 2 "S" tiene un significado diferente.
La palabra "'general" delante del nombre de un grupo suele significar que el grupo puede multiplicar algún tipo de forma por una constante, en lugar de dejarlo fijo. El subíndice n suele indicar la dimensión del módulo sobre el que está actuando el grupo; es un espacio vectorial si R = F. Sin embargo, debe advertirse que esta notación choca un poco con la "n" de los diagramas de Dynkin, que es el rango.

### Grupos lineales generales y especiales
El grupo lineal general GLn(R) es el grupo de todos los automorfismos lineales R de Rn. Hay un subgrupo: el grupo lineal especial SLn(R), y sus cocientes: el grupo lineal proyectivo PGLn(R) = GLn(R)/Z(GLn(R) ) y el grupo lineal proyectivo PSLn(R) = SLn(R)/Z(SLn(R)). El grupo lineal especial proyectivo PSLn(F) sobre un cuerpo F es simple para n ≥ 2, excepto en los dos casos en que n =  2 y el cuerpo tiene orden 2 o 3.

### Grupos unitarios
El grupo unitario Un(R) es un grupo que conserva una forma sesquilineal en un módulo. Hay un subgrupo, el grupo unitario especial SUn(R) y sus cocientes, el grupo unitario proyectivo PUn(R) = Un(R)/Z(Un(R)) y el grupo unitario especial proyectivo PSUn(R) = SUn(R)/Z(SUn(R))

### Grupos simplécticos
El grupo simpléctico Sp2n(R) conserva una forma bilineal en un módulo. Tiene un cociente, el grupo simpléctico proyectivo PSp2n(R). El grupo simpléctico general GSp2n(R) consta de los automorfismos de un módulo que multiplica una forma antisimétrica por algún escalar invertible. El grupo simpléctico proyectivo PSp2n(Fq) sobre un cuerpo finito es simple para n ≥ 1, excepto para los casos de PSp2 sobre los cuerpos de dos y tres elementos.

### Grupos ortogonales
El grupo ortogonal On(R) conserva una forma cuadrática no degenerada en un módulo. Hay un subgrupo, el grupo ortogonal SOn(R) y cocientes, el grupo ortogonal proyectivo POn(R), y el grupo ortogonal especial proyectivo PSOn(R).
En la característica 2, el determinante siempre es 1, por lo que el grupo ortogonal especial a menudo se define como el subgrupo de elementos de invariante de Dickson 1.
Hay un grupo sin nombre a menudo denotado por Ωn(R) que consta de los elementos del grupo ortogonal de elementos del grupo ortogonal 1, con los correspondientes subgrupos y grupos de cocientes SΩn(R), PΩn(R ) y PSΩn(R). (Para formas cuadráticas definidas positivas sobre los reales, el grupo Ω resulta ser el mismo que el grupo ortogonal, pero en general es más pequeño). También existe un doble recubrimiento de Ωn(R), llamado grupo pin Pinn(R), y tiene un subgrupo llamado grupo espinorial Spinn(R). El grupo ortogonal GOn(R) consta de los automorfismos de un módulo que multiplican una forma cuadrática por algún escalar invertible.

## Contraste con grupos de Lie excepcionales
En contraste con los grupos de Lie clásicos están los grupos de Lie excepcionales, G2, F4, E6, E7, E8, que comparten sus propiedades abstractas, pero no su vinculación con aspectos familiares de la física o de la geometŕía euclídea. Solo fueron descubiertos alrededor de 1890 en la clasificación de las álgebras de Lie simples sobre los números complejos por Wilhelm Killing y Élie Cartan.